# メタボローム
メタボローム（英語: Metabolome）は生物実験サンプル内で見つかった低分子化学物質の総体を指す呼称である。メタボロミクスは分子生物学の一研究分野で、新陳代謝の実態および細胞、組織、器官、個体、種の各階層でそれぞれ微妙に異なる代謝経路の多様性の総体をバイオインフォマティクス的手法を基に研究する。
生体内には核酸（DNA）やタンパク質のほかに、糖、有機酸、アミノ酸など多くの低分子が存在し、その種類は数千種に及ぶ。これらの物質の多くは、酵素などの代謝活動によって作り出された代謝物質である。
生体内のメタボロームは一次代謝産物と二次代謝産物に分類することができる（特に植物もしくは微生物に言及する場合）。一次代謝産物は正常な成長、発達、複製に関わる。二次代謝産物は直接 成長、発達、複製に関わることはないが生態学的に重要な機能を持つことがある（色素、抗生物質など）。
現在では、細胞の働きを包括的に理解しようとするとき、これまでにも盛んに研究が行われてきているDNA 配列の網羅的解析（ゲノム解析）やタンパク質の網羅的解析（プロテオーム解析）に加えて、代謝物質の網羅的解析（メタボローム解析）が重要であると言われている。生命のロバストネスにより、マイクロアレイ解析で変化が観察されても、表現型に最も近いメタボローム解析をしてみると変化が見られないこともあるからである。
メタボロームはタンパク質、RNA、DNAそして様々な階層の概念を含む。それはまた経路ネットワークを形成する小さな連携（回路）から構成される。広い見地に立てばメタボローム研究の成果は、産業上の価値がある代謝産物を生産する代謝工学技術を確立するとも言える。
受託分析会社として、日本にはヒューマン・メタボローム・テクノロジーズ株式会社、米国にはメタボロン、EUにはメタノミクスヘルス社（BASFグループ）がある。ヒューマン・メタボローム・テクノロジーズでは、CE-MSおよびLC-MSを用いている。メタボロンでは、LC-MSおよびGC-MSを用いている。CE-MSでは、解糖系、ペントースリン酸経路、TCA回路、核酸代謝の代謝中間体を検出できる。LC-MSでは、脂質代謝産物を検出できる。ヒューマン・メタボローム・テクノロジーズでは、1検体から注文可能であるが、メタボロンでは、数十検体単位でないと注文を受け付けない。